# Marais Réal-D.-Carbonneau
Le marais Réal-D.-Carbonneau, dit marais Saint-François, est un milieu humide situé dans la ville de Sherbrooke au Québec. Des sentiers sur pilotis permettent d'y faire de la randonnée pédestre sur 2 km. De plus, des tours d'observation aménagées sur le site facilitent l'observation de la faune et de la flore.
L'écosystème couvre une superficie d'environ 40 hectares. Il abrite aussi bien des invertébrés que vertébrés (oiseaux, amphibiens, reptiles, etc.), dont une quinzaine d'espèces de mammifères. De même, une cinquantaine d'espèces d'arbres et arbustes y ont été répertoriées.

## Toponymie
À son inauguration en 2003, le site est nommé marais Saint-François, en référence à la rivière Saint-François dans laquelle il prend sa source. En 2004, le marais est renommé marais Réal-D.-Carbonneau en l'honneur de Réal D. Carbonneau, un bénévole et citoyen sherbrookois qui a joué un rôle actif dans la réhabilitation du marais Saint-François dès 1995. Aujourd'hui, le toponyme de marais Saint-François est en usage officieusement, tandis que le toponyme marais Réal-D. Carbonneau est utilisé dans la documentation officielle.

## Climat
Le climat du marais est hémiboréal. La température moyenne y est de 4 °C, le mois le plus chaud étant aout, avec 18 °C, et le plus froid étant janvier, avec −14 °C. La pluviométrie moyenne est de 1 368 millimètres par an. Le mois le plus pluvieux est mai, avec 162 millimètres de pluie, tandis que le mois le plus sec est février, avec 71 millimètres de pluie.